# دوپتا (فیلم ۱۹۵۲)
دوپتا فیلم پاکستانی به زبان اردو است که در روز ۲۸ مارس ۱۹۵۲ به نمایش درآمد. تهیه‌کننده فیلم اِم اکبر خان بود. کارگردانی فیلم را سبطین فضلی بر عهده داشت و سازنده موسیقی فیروز نظامی بود که موسیقی و ترانه‌های فیلم بسیار محبوب شد. فیلم‌نامه توسط حکیم احمد شجاع نوشته شده است.